# Odense Bulldogs
L'Odense Bulldogs è una squadra danese professionale di hockey su ghiaccio, della città di Odense.